# Art Attack
Art Attack ist eine britische Kinder- bzw. Jugendsendung über Kunst.

## Konzept und Inhalt
Das Konzept der Sendung ist, aus ganz alltäglichen Haushaltsgegenständen (beispielsweise Cornflakes-Schachteln, Milchtüten, Papprollen etc.) mithilfe von Schere, Farbe, Klebstoff und anderen Bastelutensilien originelle „Kunstwerke“ zu kreieren.
In der britischen Version wurde Art Attack von 1990 bis 2007 von Neil Buchanan moderiert, welcher auch der Erfinder der Sendung ist. In der deutschen Version übernahm von 1998 bis 2007 Benedikt Weber die Moderation. Nach einer vierjährigen Pause wurde ab August 2011 eine neue Staffel mit Nicolás Artajo als Moderator produziert.
Der Erfinder Neil Buchanan trat aber auch in der deutschen Version als „großer Künstler“ auf, in der er zwischen den Basteltipps aus den Materialien seiner jeweiligen Umgebung „Riesenkunstwerke“ erstellte, d. h., er kreierte aus diversen Gegenständen ein großes Bild auf dem Boden. Das Ergebnis dieser Riesenkunstwerke beinhaltete meistens im Zusammenhang der Umgebung bestimmte Themen (z. B. als Neil in einer Folge beim Eislaufen war, legte er ein Riesenkunstwerk von Eisläufern). Außerdem waren in den Nahaufnahmen immer seine Hände zu sehen, da diese aus der britischen Version in der deutschen Variante übernommen wurden. In der aktuellen Staffel tritt er nicht mehr als Künstler auf, die Riesenkunstwerke werden von Alexiev Gandman präsentiert.
In der britischen Originalversion wurde stets PVA glue als Klebstoff verwendet. Deshalb wurde für die deutsche Variante die Bezeichnung „weißer Bastelkleber“ kreiert. Da der Hersteller Henkel keine Lizenzgebühren an Disney für den deutschen Markt zahlen wollte, gab es ihn im deutschen Handel nie zu kaufen. Ein eigener Versuch des Moderators, den Klebstoff in den Handel zu bringen, scheiterte.
Zusammengefasst und wiederholt wurden die Bastelanleitungen vom „Schlaukopf“ (im Original „The Head“), einer grauen sprechenden Puppe, die eine Büste in einem Kunstmuseum darstellte. Im Anschluss stellte er seine Kunstwerke, die zuvor Beni Weber (im britischen Original Neil) kreiert hatte, in einer ironischen, meist nicht vollends gelungenen Form auf einer (meist unter einem „knarrenden“ Geräusch unterlegt) automatisch hochklappenden Staffelei vor. Bei der neuen Auflage wurde auch dieser ersetzt. Nun kommentiert Vincent von Kokosnuss (Vincent van Coconut), eine Kokospalme auf einer kleinen Insel, die Kunstwerke, in der deutschen Version gesprochen von Benedikt Weber.
Ursprünglich wurde Art Attack auf dem britischen Sender CITV ausgestrahlt, in Deutschland unter dem Titel Disneys Art Attack auf  Toon Disney. Weiterhin läuft die Sendung u. a. in Frankreich, Spanien, Italien und anderen europäischen Ländern. Seit dem 14. Juli 2011 strahlten die Sender Disney Junior sowie seit dem 7. Januar 2014 Disney Channel neue Folgen aus. 2017 wurde die Produktion neuer Folgen eingestellt. Seitdem wurden auf Disney Junior regelmäßig Wiederholungen ausgestrahlt, bis der Sender 2021 eingestellt wurde.
Bis heute werden einzelne Clips auf dem YouTube-Kanal von Disney Junior Deutschland hochgeladen.
Es existieren Begleitbücher zur Sendung (beispielsweise Art Attack. Das total verrückte Bastelbuch und die Fortsetzung Noch mehr Art Attack), anhand derer die einzelnen Kunstwerke anschaulich zum Nachbasteln erklärt werden. Ebenso gab es von Ehapa Zeitschriften mit Basteltipps von der Sendung.